# 러시아의 허위 정보
러시아의 허위 정보 공작은 여러 국가에서 발생했다. 예를 들어 아프리카에서는 예브게니 프리고진이 주도한 디스인포메이션 캠페인이 여러 국가에서 보도되었다. 하지만 러시아는 대중 의견에 영향을 미치기 위해 디스인포메이션을 사용하지 않는다고 주장하고 있다.

## 배경
냉전 시대 동안 소비에트 연방은 "서양 국가의 인구에 대한 '적극적 조치'로...프로파간다와 디스인포메이션을 사용했다.":51 소비에트 연방의 붕괴 후 첫 러시아 대통령인 보리스 엘친 행정기간 동안 러시아 미디어와 정치인들은 "디스인포메이션"이라는 용어를 사용하여 소비에트 시대의 디스인포메이션과 구별했으며, 보리스 엘친의 새로운 러시아를 소비에트 전신체와 구별하기 위해 논의되었다.
엘친 시대 이후, 러시아의 디스인포메이션은 러시아의 군사 계획의 주요 전술로 묘사되었다. 2000년 이후 블라디미르 푸틴 아래에서 그 사용은 증가했으며 특히2008년 러시아-조지아 전쟁 이후에 그러했다. 이러한 디스인포메이션 프로파간다 스타일은 그 높은 채널 수와 거짓말을 적극적으로 전파하는 의지로 인해 관측자들에 의해 "거짓말의 호스"로 묘사되었다. 이것은 인터넷, 소셜 미디어, 명백한 거짓말 전파 등의 소련 시대 디스인포메이션 전술과 구별된다.

## 러시아 디스인포메이션의 해부
유럽 연합과 NATO는 모두 거짓 정보를 분석하고 해부하기 위한 특별 부대를 설립했다. NATO는 라트비아에 작은 시설을 설립하여 디스인포메이션에 대응했다. 2015년 3월 정상들의 합의로 EU는 유럽 대외 행동 본부 이스트 스트랢컴 태스크 포스를 만들었으며 "EU vs Disinfo"라는 주간 보고서를 웹사이트에 게시했다. 이 웹사이트와 그 협력사는 2015년 9월부터 2017년 11월까지 3,500건 이상의 프로 크렘린 디스인포메이션 사례를 확인하고 해부했다.
2016년 미국 정부는 외국 프로파간다 노력에 대항하기 위해 미국 국무부 소속 기관인 글로벌 엔게이지먼트 센터 (GEC)를 설립했다.
2016년 스웨덴 안보 경찰의 연례 보고서를 설명할 때 대변인 빌헬름 운게는 "인터넷 트롤부터 RT와 Sputnik과 같은 미디어 회사가 퍼뜨리는 프로파간다와 잘못된 정보까지 모든 것을 의미한다." RT와 Sputnik은 서구 관중을 대상으로 만들어졌으며 서구 기준으로 작동하며, RT는 문제가 주로 서구 국가의 잘못이라고 집중하는 경향이 있다. 러시아의 텔레비전 네트워크 RT(이전 명칭: 러시아 투데이)와 뉴스 기관 Sputnik은 국가 후원 매체이다.

## 소셜 미디어 플랫폼과 인터넷
2010년대에 소셜 미디어가 중요해지면서 러시아는 Facebook, Twitter, YouTube와 같은 플랫폼을 사용하여 디스인포메이션을 퍼뜨리기 시작했다. 러시아 웹 브리게이드와 봇은 주로 러시아의 인터넷 리서치 에이전시(IRA)에 의해 운영되었으며 이러한 소셜 미디어 채널을 통해 디스인포메이션을 확산하는 데 흔히 사용되었다. 2017년 말에 Facebook은 사용자 중 최대 1억 2600만 명이 플랫폼에서 러시아 디스인포메이션 캠페인 콘텐츠를 본 것으로 추정했다. Twitter는 36,000개의 러시아 봇이 2016년 미국 대선과 관련된 트윗을 확산하고 있다고 밝혔다. 러시아는 소셜 미디어를 사용하여 우크라이나 및 프랑스, 스페인과 같은 서구 국가뿐만 아니라 과거 소련 국가를 불안정하게 만들기 위해 노력했다.
2020년, 미국 국무부는 러시아 정부 주체가 "거짓된 서술을 만들고 확산시키기 위해 사용하는 '프록시 사이트'"를 확인했다. 이러한 사이트에는Strategic Culture Foundation, New Eastern Outlook, 크림 반도 뉴스 기관 NewsFront 및 "군인, 공격대원 및 음모론자를 대상으로 하는" 웹사이트인 SouthFront이 포함되어 있다.

## 인터넷 리서치 에이전시

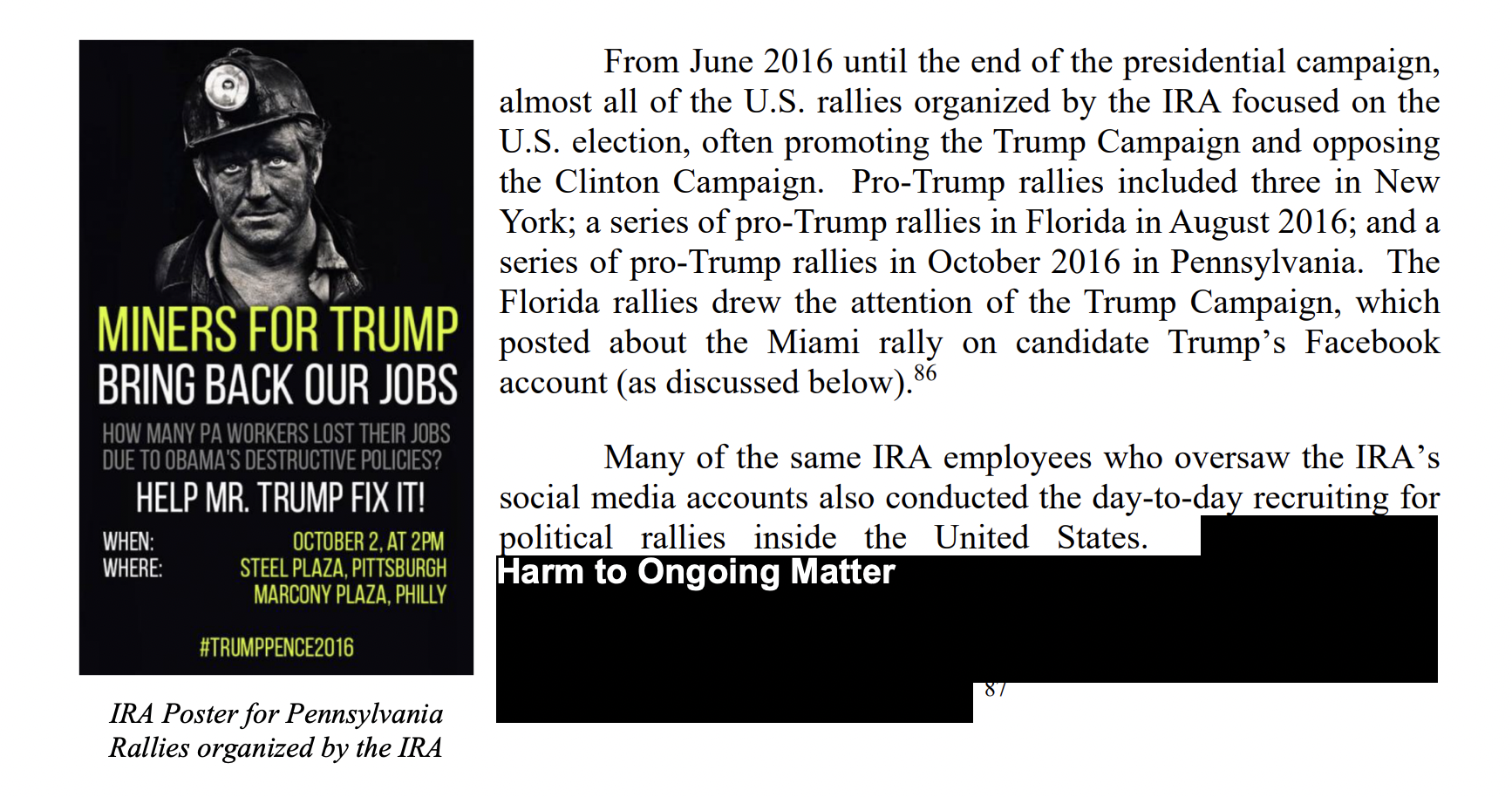
러시아 인터넷 연구 기관이 주최한 2016년 집회에 관한 Mueller 보고서의 포스터 및 텍스트

2011-2013년 러시아 입법 선거 결과에 대한 항의로 조직된 눈의 혁명 시위를 계기로 페이스북, 트위터 및 라이브저널 블로그를 사용하여 이벤트를 조직한 Pussy Riot, Anton Nossik, Alexei Navalny를 포함한 여러 명의 사람들에 의해, 당시 부총리이자 나중에는 러시아 대통령 행정부의 제1 부총리이자 국내 정책을 담당한 Vyacheslav Volodin이 이러한 노력에 대항하도록 과제가 주어지면서 "프리즈마"(«Призма»)를 사용하여 인터넷을 규제하기 시작했다. "프리즈마"는 "사회적 긴장, 무질서한 행동, 시위 감정 및 극단주의가 증가하는 사회적 민감도를 초래하는 소셜 미디어 활동을 적극적으로 추적하며, 블로그와 소셜 네트워크에서 시위자들의 토론에 관한 6000만 피드 이상을 실시간으로 모니터링하고 소셜 미디어 추적을 수행했으며, 나중에 Internet Research Agency를 설립하게 된다. 노식은 2009년 몰도바에서 발생한 "트위터 혁명" 및 아랍의 봄 사건을 트위터가 했다고 주장했으며 이후 2011년에서 2012년 동안의 눈의 혁명 사건이 푸틴에게는 치명적이지 않았다고 주장했다. 푸틴은 2014년 4월 24일에 인터넷의 표현 자유를 제한하기 위해 여러 법률이 곧 시행될 것이라고 발표했으며, 이 법률은2014년 5월 5일에 블라디미르 푸틴에 의해 서명되어 2014년 8월 1일에 시행되었다.
로버트 뮐러에 의해 기소된 13명 중 12명의 러시아 국적자는 2016년 미국 대통령 선거에 개입한 음모 혐의로 모두 러시아 성토인 페테르부르크의 인터넷 연구 기관인 '인터넷 리서치 에이전시'의 직원들이었다. 2020년 미국 대통령 선거를 앞두고 진행된 러시아의 인터넷 리서치 에이전시(IRA)는 새로운 디스인포메이션 전술을 보여주었다. 소셜 미디어 플랫폼의 감지 메커니즘을 피하기 위해 IRA는 가나의 인권 단체 활동가들을 이용하여 미국의 흑인 커뮤니티를 목표로했다. 러시아 캠페인은 페이스북과 트위터뿐만 아니라 텀블러, 워드프레스, 그리고 미디엄에서도 콘텐츠가 전파되는 등 플랫폼 간에 더욱 확장되었다. IRA는 미국 기자들을 고용하여 미국 대통령 후보 조 바이든에 대한 비판적인 기사를 쓰도록 유도한 사실도 있다.

## 러시아 전략 연구소
2016년과 2020년 선거 동안 러시아 전략 연구소(Российский институт стратегических исследований (РИСИ))는 푸틴과 크렘린의 정보 조작 노력에 중요한 역할을 했다. 2016년 선거에서는 레오니드 레셰트니코프가 RISI를 이끌었고, 2020년 선거에서는 미하일 프라드코프가 RISI를 이끌었다. 2016년 대통령 선거 중에는조지 파파도푸로스가 몇 차례 파노스 카멘노스와 만났는데, 카멘노스는 러시아 정보부, 블라디미르 푸틴 및 2016년 미국 선거에 개입한 크렘린 그룹과 밀접한 관계가 있었다. 카멘노스는 Athens에 본부를 둔 지정학 연구소를 설립했는데, 2014년 11월에 RISI를 이끄는 전 SVR 요원인 레셰트니코프와 "의도서"에 서명했다.. 2009년에는RISI가 SVR의 작전이었던 것에서 벗어나 러시아 대통령의 통제하에 들어갔는데, 레셰트니코프는 정기적으로 푸틴과 만나 2016년 미국 선거에 개입하기 위한 계획을 개발하는 등의 활동에 참여했다. 예를 들어, 러시아 정보 자산 및 대규모 정보 조작 캠페인을 활용하여 푸틴은 공화당과 트럼프 캠페인을 지원하고 민주당과 클린턴 캠페인을 방해하며, 트럼프가 2016년 선거에서 패배할 가능성이 높다면 러시아는 그 뒤에 미국에서 선거 부정에 중점을 두어 미국 선거 체계와 선거의 합법성을 약화시키겠다는 계획을 세웠다. 카멘노스의 입장은 크렘린의 주장과 밀접하게 일치했다.
Johan Backman은 RISI의 북유럽 지역에서의 이익을 지지했다.
러시아의 다수의 디스인포메이션 공격은 도널드 트럼프, 고위 트럼프 행정부 관리자 및 재선 캠페인에 의해 활용되었다. 브라이언 머피(위촉된 미 국토안보부 정보 및 분석 수석 차관)는 "러시아의 미국 내 개입 위협"에 대한 정보평가를 제공하는 것을 중단하라는 지시를 받았다고 말했다. 그 대신 중국 및 이란의 개입 활동에 대한 보고를 시작하도록 지시받았다. 차드 울프(위촉된 미 국토안보부 장관)는 도널드 트럼프 대통령의 국가 안보 고문이었던 로버트O'Brien이 러시아 개입 평가를 억제했다고 말했다. 바락 오바마 대통령의 임기 동안 미 국토안보부 정보 수석이었던 존 코헨은 "국가에 대한 협력을 저해하는 결과로, 국가, 지
방 당국 및 일반 대중이 위협에 대항하기 위해 연방 정부와 협력하는 것을 방해한다"고 말했다.

## 보수적 언론
Fox News의 내부 보고서 "우크라이나, 디스인포메이션 및 트럼프 행정: 사건의 전체 일정"에 따르면, Fox News의 레브 파르나스, 이고르 프루만, 유리 루첸코, 존 솔로몬, 드미트로 피르타시 및 그의 지원자인 빅토리아 토엔싱과 조 디제노바는 "이 디스인포메이션 캠페인의 요소들을 수집하고 국내에 발표하는 데 있어서 필수적"으로 기재되었으며, 다수의 거짓 정보를 전파했다.
다수의 거짓 정보를 전파했다.
2022년 2월 3일, 2015년에 콘스탄틴 말로페에프가 소유한 차르그라드 TV를 설립하는 데 도움을 준 존 "잭" 한닉은 그리스와 불가리아에서 유사한 네트워크를 설립하는 데 참여하고 있었으며, 1996년부터 2011년까지 폭스 뉴스에서 창립 프로듀서 및 뉴스 디렉터로 근무한 인물로, 말로페에프에 대한 제재를 위반한 혐의로 런던에서 체포되었다. 한닉은 러소-우크라이나 전쟁 기간 중 미국 제재를 위반한 혐의로 처음으로 기소된 사람이다.
러시아-우크라이나 전쟁 기간 동안 러시아 국영 TV 채널 러시아-1은 폭스 뉴스에서의 터커 칼슨 인터뷰를 통해 우크라이나에 대한 크렘린의 목표를 지원했다. 칼슨의 프로러시아 은퇴 대령과의 인터뷰는 러시아-1에서 방영되어 우크라이나를 낙담시키는 데 사용되었다. 또 다른 칼슨의 인터뷰 중에는 종종 폭스 뉴스에 출연하는 툴시 가바드와의 것이 있었는데, 이는 러시아-1에서 방영되어 가바드가 "바이든 대통령은 매우 간단한 일을 통해 이 위기를 종결시키고 러시아와의 전쟁을 예방할 수 있다: 우크라이나가 NATO의 구성원이 되지 않도록 보장하는 것이다. 왜냐하면 우크라이나가 NATO의 구성원이 되면 미국과 NATO 군대가 러시아 문 앞에 직접 배치되어 푸틴이 설명한대로 그들의 국가 안보를 저해할 것이기 때문이다."라고 말한 부분을 지원하기 위한 것이었다. 러시아-1은 가바드가 말하기 전에 "우크라이나가 언젠가 NATO의 구성원이 될 가능성은 매우, 매우 낮다."라고 말한 부분을 삭제했다. 추가적으로, 크렘린의 목표를 지원하는 다양한 칼슨의 클립이 RT에 등장했다. 이는 이전에 러시아 투데이 또는 로시야 세계냐로 알려진 채널이다.

## 내용주
1. ↑  기소된 개인들은 Dzheykhun Nasimi Ogly Aslanov, Anna Vladislavovna Bogacheva, Maria Anatolyevna Bovda, Robert Sergeyevich Bovda, Mikhail Leonidovich Burchik, Mikhail Ivanovich Bystrov, Irina Viktorovna Kaverzina, Aleksandra Yuryevna Krylova, Vadim Vladimirovich Podkopaev, Sergey Pavlovich Polozov, Yevgeny Viktorovich Prigozhin, Gleb Igorevitch Vasilchenko, 그리고 Vladimir Venkov이다.[25] 모든 피고인은 미국을 속이기 위한 음모로 기소되었으며, 그 중 3명은 전화사기와 은행 사기 음모, 그리고 5명은 심각한 신분 도용으로 기소되었다.[26]
2. ↑  인터넷 리서치 에이전시의 '미국 부서'는 2017년 10월에 27세였던 아제르바이잔 출신의 제이훈 아슬라노프가 이끌고 있었으며, 이전에는 Maria Bovda가 '미국 부서'의 책임자였다.[27][28][29] 2019년에 TV Rain은 '외국 부서'에서 더 활동한 인물로 Katarina Aistova, Aistova의 두 번째 보조 Maxim Elfimov, 그리고 2017년 12월 7일에 워싱턴 주 벨뷰로 이사를 간 우수한 영어 사용자인 Agata Burdonova가 포함되어 있었다고 보도했다.[29][30]
3. ↑  2018년 10월, 러시아 회계사인 Elena Khusyaynova가 2016년과2018년 미국 선거에 개입 혐의로 기소되었다. 그녀는 IRA와 협력했다고 주장되며, 그녀가 관리한 예산은 1,600만 달러로 추정되었다.[31]
4. ↑  말로페에프를 통해 한닉은 프로 러시아 전 그리스 국방 장관인 파노스 카메노스와 가깝게 지내고 있으며, 블라디미르 푸틴은 말로페에프에게 차르그라드 TV를 Fox News의 러시아판으로 규정하는 자유를 부여하고 있다.[64]